# Baby When the Light
«Baby When the Light» (с англ. — «Детка, когда свет») — песня французского диджея Давида Гетта. Она была выпущена 10 ноября 2007 года в качестве третьего сингла с его третьего студийного альбома Pop Life. В песне поёт певица Кози Кости. Она была написана Гетта и певицей и автором песен Кэти Деннис, среди предыдущих хитов которой «Touch Me (All Night Long)», а также которая является соавтором множества танцевальных поп-песен, таких как «Can’t Get You Out of My Head» Кайли Миноуг и «Toxic» Бритни Спирс.

## Клип
Музыкальный клип «Baby When the Light» о молодой девушке, которую играет модель Келли Тибо, которая идет на пляж и мечтает подружиться с красивым сёрфером. Во время прогулки с собакой она решает отдохнуть на пляже, где начинает мечтать. По мере развития видео начинают происходить странные вещи, девушки в бикини начинают танцевать, старая женщина начинает натирать себя лосьоном, наблюдая за молодым сёрфером в бинокль. Ближе к концу видео к женщине наконец подходит серфер после обмена улыбками на протяжении всего видео. Затем он приглашает её заняться сёрфингом с ним. Видео заканчивается тем, что девушка просыпается от своего сна и не находит вокруг себя никого, кроме своей собаки. Видео было снято на пляже недалеко от Лос-Анджелеса, Калифорния.

## Список композиций
- UK CD single

1. «Baby When the Light» (David Guetta & Fred Rister Radio Edit) – 3:15
2. «Baby When the Light» (Laidback Luke Remix) – 7:09
3. «Baby When the Light» (Dirty South Remix) – 6:34
4. «Baby When the Light» (Joe T. Vanelli Remix) – 6:45

- French CD single

1. «Baby When the Light» (album version) – 3:27
2. «Baby When the Light» (David Guetta & Fred Rister Radio Edit) – 3:24
3. «Baby When the Light» (original extended mix) – 5:58
4. «Baby When the Light» (video) – 3:27
5. «Baby When the Light» (Making of the Video) – 3:11

- German CD single

1. «Baby When the Light» (David Guetta & Fred Rister Remix) – 8:17
2. «Baby When the Light» (Laidback Luke Remix) – 7:09
3. «Baby When the Light» (Dirty South Remix) – 6:34
4. «Baby When the Light» (Joe T. Vanelli Remix) – 6:45
5. «Baby When the Light» (Original Extended Mix) – 5:58
6. «Baby When the Light» (David Guetta & Fred Rister Radio Edit) – 3:15
7. «Baby When the Light» (album version) – 3:27

## Хит-парады и сертификация

### Недельные хит-парады
| Хит-парад (2007–2008)                  | Высшая строчка |
| -------------------------------------- | -------------- |
| Австрия (Ö3 Austria Top 40)            | 62             |
| Бельгия/Фландрия (Ultratop 50)         | 15             |
| Бельгия/Валлония (Ultratop 50)         | 5              |
| СНГ (TopHit)                           | 2              |
| Чехия (Rádio — Top 100)                | 23             |
| Европа (Eurochart Hot 100)             | 19             |
| Euro Digital Tracks (Billboard)        | 11             |
| Франция (SNEP)                         | 6              |
| Германия (GfK)                         | 59             |
| Венгрия (Dance Top 40)                 | 3              |
| Венгрия (Rádiós Top 40)                | 40             |
| Венгрия (Single Top 40)                | 6              |
| Италия (FIMI)                          | 22             |
| Нидерланды (Dutch Top 40)              | 15             |
| Нидерланды (Single Top 100)            | 30             |
| Russia Airplay (TopHit)                | 2              |
| Швеция (Sverigetopplistan)             | 35             |
| Швейцария (Schweizer Hitparade)        | 25             |
| Великобритания (OCC UK Singles)        | 50             |
| США (Billboard Dance/Mix Show Airplay) | 4              |

### Годовые хит-парады
| Хит-парад (2007)                | Позиция |
| ------------------------------- | ------- |
| Бельгия (Ultratop 50 Wallonia)  | 53      |
| СНГ (TopHit)                    | 90      |
| Франция (SNEP)                  | 53      |
| Венгрия (Dance Top 40)          | 56      |
| Russia Airplay (TopHit)         | 90      |
| Швейцария (Schweizer Hitparade) | 100     |

| Хит-парад (2008)                | Позиция |
| ------------------------------- | ------- |
| Бельгия (Ultratop 50 Wallonia)  | 28      |
| СНГ (TopHit)                    | 40      |
| Европа (Eurochart Hot 100)      | 92      |
| Венгрия (Dance Top 40)          | 28      |
| Russia Airplay (TopHit)         | 25      |
| Швейцария (Schweizer Hitparade) | 95      |

### Хит-парады конца десятилетия
| Хит-парад (2000–2009)   | Позиция |
| ----------------------- | ------- |
| CIS Airplay (TopHit)    | 32      |
| Russia Airplay (TopHit) | 29      |

### Сертификация
| Регион                                                       | Сертификация | Продажи  |
| ------------------------------------------------------------ | ------------ | -------- |
| Франция (SNEP)                                               | Золотой      | 200 000* |
| * Данные о продажах приведены только на основе сертификации. |              |          |